# Långöhällorna
Långöhällorna est une réserve naturelle de l'archipel de Luleå dans le comté de Norrbotten en Suède,,,.

## Présentation
La réserve a une superficie de 104 hectares dont 3,9 hectares de terres.
Långöhällorna est située au sud-est de Långön dans l'archipel de Luleå et comprend quatre îlots de basse altitude riches en blocs entourés d'eaux peu profondes. Cela offre de bonnes conditions pour l'alimentation et la nidification, entre autres, des oies cendrées et des canards, et la zone est considérée comme l'une des zones d'oiseaux les plus protégées de l'archipel de Luleå. 

## Faune et flore
Les îles sont dépourvues d'arbres, à l'exception de rares arbres à feuilles caduques. 
L'île la plus septentrionale, Höghällan (0,9 ha), est déjà une zone de protection des oiseaux.
Aussi les autres îles ; Innersthällan (1,8 ha), Bredhällan (1 ha) et Yttersthällan (0,2 ha) constituent des sites précieux de nidification pour les oiseaux notamment les bernaches du Canada et les oies cendrées.
D'autres espèces trouvées dans la zone comprennent l'huîtrier pie, le chevalier guignette et le tournepierre à collier. 
De plus, il existe une plus petite colonie de guillemots à miroir.